# Лук округлый
Лук окру́глый (лат. Állium rotúndum) — многолетнее травянистое растение, вид рода Лук (Allium) семейства Амариллисовые (Amaryllidaceae).
Химический состав изучен недостаточно. Известно, что растение содержит эфирное масло и аскорбиновую кислоту.
Листья до цветения используют в пищу как пряно-ароматическую добавку.
Прочие названия вида: лук Вальдштейна, лук круглый, полевой чеснок.

## Распространение и экология
Произрастает в Северной Африке, Западной Азии и почти по всей Европе. На территории России встречается в европейской части (за исключением севера) и на Северном Кавказе.
Растёт на лугах, в луговых степях, по оврагам, часто как сорное на полях и залежах.

## Ботаническое описание
Луковица яйцевидная, почти шаровидная, диаметром 0,75—2 см; наружные оболочки бурые или чёрно-бурые, кожистые, раскалывающиеся, в верхней части расщеплённые на волокна; оболочки замещающей луковицы чёрно-бурые. Луковички многочисленные, мелкие, бурые, почти гладкие. Стебли одиночные, высотой 20—70 см, на треть одетый гладкими влагалищами листьев.
Листья в числе трёх — пяти, шириной 2—5 (до 7) мм, не дудчатые, линейные, желобчатые, по краю шероховатые или гладкие, значительно короче стебля, рано увядающие.
Чехол рано опадающий, немного длиннее зонтика. Зонтик коробочконосный, шаровидный, реже полушаровидный; густой, чаще сжатый или почти головчатый. Цветоножки неравные, наружные равны околоцветнику, реже в два раза длиннее его, внутренние в два — пять раз длиннее околоцветника, при основании с прицветниками. Листочки широко-колокольчатого околоцветника почти равные, шероховатые, длиной 4—5 мм, наружные тёмно-пурпурные, с более тёмной жилкой, килеватые, по килю более-менее зазубренные, продолговатые, тупые или туповатые, внутренние более светлые, чаще почти белые, с пурпурной жилкой, эллиптические, очень тупые. Нити тычинок на четверть короче листочков околоцветника, при основании между собой и с околоцветником сросшиеся, при основании ресничатые, наружные треугольно-шиловидные, внутренние трёхраздельные. Столбик не выдаётся из околоцветника.
Плод — коробочка, округлая, около 4 мм длиной.
Цветение в середине лета.

## Классификация

### Таксономия
Вид Лук круглый входит в род Лук (Allium) семейства Луковые (Alliaceae) порядка Спаржецветные (Asparagales).
|  |                                      |  |                                                             |                                                             |                   |  | ещё 24 семейства (согласно Системе APG II) | ещё 24 семейства (согласно Системе APG II) |                     |  |  |  | ещё более 870 видов |
|  |                                      |  |                                                             |                                                             |                   |  | ещё 24 семейства (согласно Системе APG II) | ещё 24 семейства (согласно Системе APG II) |                     |  |  |  | ещё более 870 видов |
|  |                                      |  |                                                             | порядок Спаржецветные                                       |                   |  |                                            |                                            | род Лук             |  |  |  |                     |
|  |                                      |  |                                                             | порядок Спаржецветные                                       |                   |  |                                            |                                            | род Лук             |  |  |  |                     |
|  | отдел Цветковые, или Покрытосеменные |  |                                                             |                                                             | семейство Луковые |  |                                            |                                            | вид Лук круглый     |  |  |  |                     |
|  | отдел Цветковые, или Покрытосеменные |  |                                                             |                                                             | семейство Луковые |  |                                            |                                            |                     |  |  |  |                     |
|  |                                      |  | ещё 44 порядка цветковых растений (согласно Системе APG II) | ещё 44 порядка цветковых растений (согласно Системе APG II) |                   |  |                                            | ещё около 300 родов                        | ещё около 300 родов |  |  |  |                     |
|  |                                      |  |                                                             | ещё 44 порядка цветковых растений (согласно Системе APG II) |                   |  |                                            |                                            | ещё около 300 родов |  |  |  |                     |

В ряде источников считается синонимом вида Лук причесночный (Allium scorodoprasum).

### Подвиды
В рамках вида выделяют три подвида:
- Allium rotundum subsp. jajlae (Vved.) B.Mathew

- [syn.  Allium jajlae Vved. — Лук яйлинский]

- Allium rotundum subsp. rotundum

- [syn.  Allium cilicium Boiss.]

- Allium rotundum subsp. waldsteinii (G.Don) K.Richt.

- [syn.  Allium waldsteinii G.Don — Лук Вальдштейна]

### Синонимы
По данным The Plant List на 2010 год, в синонимику вида входят:
- Allium ampeloprasum Thunb., nom. illeg.
- Allium baumannianum K.Koch
- Allium cambiasii De Not.
- Allium cilicicum Boiss.
- Allium descendens Pall. ex Schult. & Schult.f., nom. inval.
- Allium erectum G.Don
- Allium gracilescens Sommier & Levier
- Allium jajlae Vved. — Лук яйлинский[6]
- Allium multiflorum Kunth, nom. illeg.
- Allium paterfamilias Boiss.
- Allium porphyroprasum Heldr. & Sart. ex Boiss.
- Allium preslianum Schult. & Schult.f.
- Allium rotundifolium Lumn. ex Steud., nom. inval.
- Allium rubellum C.Presl, nom. illeg.
- Allium rubicundum Niven ex G.Don
- Allium scariosum Jan ex Schult. & Schult.f.
- Allium tmoleum O.Schwarz
- Allium waldsteinianum Schult. & Schult.f.
- Porrum polyanthum Fourr.
- Porrum rotundum (L.) Rchb.